# بلدة أيرفينغ (ميشيغان)
أيرفينغ (بالإنجليزية: Irving Township, Michigan)‏ هي بلدة تقع بولاية ميشيغان في الولايات المتحدة. تبلغ مساحتها 93.5 (كم²)، وترتفع عن سطح البحر 264 م، بلغ عدد سكانها 3250 نسمة في عام تعداد الولايات المتحدة 2010 حسب إحصاء مكتب تعداد الولايات المتحدة وتصل الكثافة السكانية فيها 35.1 نسمة/كم2.

## وصلات خارجية
- www.irvingtownship.org
- The US50 - Cities and Towns in Michigan State
- Michigan Cities and Towns, Facts, Map, Flag, Colleges, Government, and More